# Olexandr Berežnyj
Olexandr Berežnyj (8. prosince 1957 Tkvarčeli – 23. května 2025 Kyjev) byl ukrajinský fotbalista, obránce, jenž reprezentoval někdejší Sovětský svaz.

## Fotbalová kariéra
V nejvyšší soutěži Sovětského svazu hrál za Dynamo Kyjev a SK Tavrija Simferopol, nastoupil v 103 ligových utkáních a dal 11 gólů. S týmem získal v roce 1977 mistrovský titul a v roce 1978 Sovětský fotbalový pohár. V Poháru mistrů evropských zemí nastoupil ve 12 utkáních a v Poháru UEFA nastoupil v 6 utkáních. Za reprezentaci Sovětského svazu nastoupil v letech 1976–1979 ve 14 utkáních. 

## Ligová bilance
| Ročník                               | Zápasy | Góly | Klub                  |
| ------------------------------------ | ------ | ---- | --------------------- |
| Sovětská fotbalová Vysšaja liga 1976 | 24     | 0    | Dynamo Kyjev          |
| Sovětská fotbalová Vysšaja liga 1977 | 27     | 3    | Dynamo Kyjev          |
| Sovětská fotbalová Vysšaja liga 1978 | 27     | 4    | Dynamo Kyjev          |
| Sovětská fotbalová Vysšaja liga 1979 | 19     | 4    | Dynamo Kyjev          |
| Sovětská fotbalová Vysšaja liga 1980 | 0      | 0    | Dynamo Kyjev          |
| Sovětská fotbalová Vysšaja liga 1981 | 6      | 0    | SK Tavrija Simferopol |
| CELKEM 1. liga                       | 103    | 11   |                       |